# Дида Хорњаков салаш
Дида Хорњаков салаш се налази у салашима Градина, у близини Сомбора. Салаш је изграђен 1901.године, а као сеоско-туристичко газдинство је регистрован 2008. године. Власница салаша је Аранка Кијић-Хорњак.

## О салашу
Салаш је у поседу породице Хорњак од 1925. године.Салаш чува традиционалну архитектуру салаша, начин живота Буњеваца, начин исхране и припремања јела и народне обичаје. 
Салаш се састоји од: главне зграде, старе штале, атељеа, радионице и летње кухиње. У главној згради гости могу да виде две изложбене собе са породичним намештајем и народном ношњом; у старој штали је изложбено продајни атеље старих и уметничких заната и радионица намењена за децу. Могуће је организовање сликања на стаклу, сликање на платну-свили, израда сувенира од кукурузовине и сламе. Између две зграде је летња кухиња доступна за разледање. У оквиру самог салаша налази се економско двориште са помоћним просторијама и домаћим животињама. Салаш је окружен њивама, својим обрадивим површинама.
На Дида Хорњаков салаш се може доћи искључиво по најави.

## Угоститељска понуда
На менију Дида Хорњаковог салаша су јела су само јела и пића домаће производње. Из менија: Мали бачки ручак, Велики бачки ручак, Свечани бачки ручак, Домаћа кромпирача, ракија од јабука и шљива, ликер од дрењина, домаће вино и домаћи сокови.Десерт на менију је чувена гибаница (мак, ораси, вишња, суво грождје...).

## Смештај
Дида Хорњаков салаш у својој понуди нуди и могућност смештаја у породичном апартману, у једнокреветној соби, и у две двокреветне собе.
Салаш у свом склопу поседује и салу за ручавање у којој је могуће организовање пословних ручкова, вечера, семинара, венчања. Капацитет сале је 50 места.